# Instituut voor de Nederlandse Taal
Het Instituut voor de Nederlandse Taal (INT) (tot september 2016 het Instituut voor Nederlandse Lexicologie, INL) verzamelt en beschrijft de Nederlandse taal- en woordenschat van de 6de eeuw tot het heden. Daartoe horen ook alle nieuwe woorden van de Nederlandse taal.

## Geschiedenis

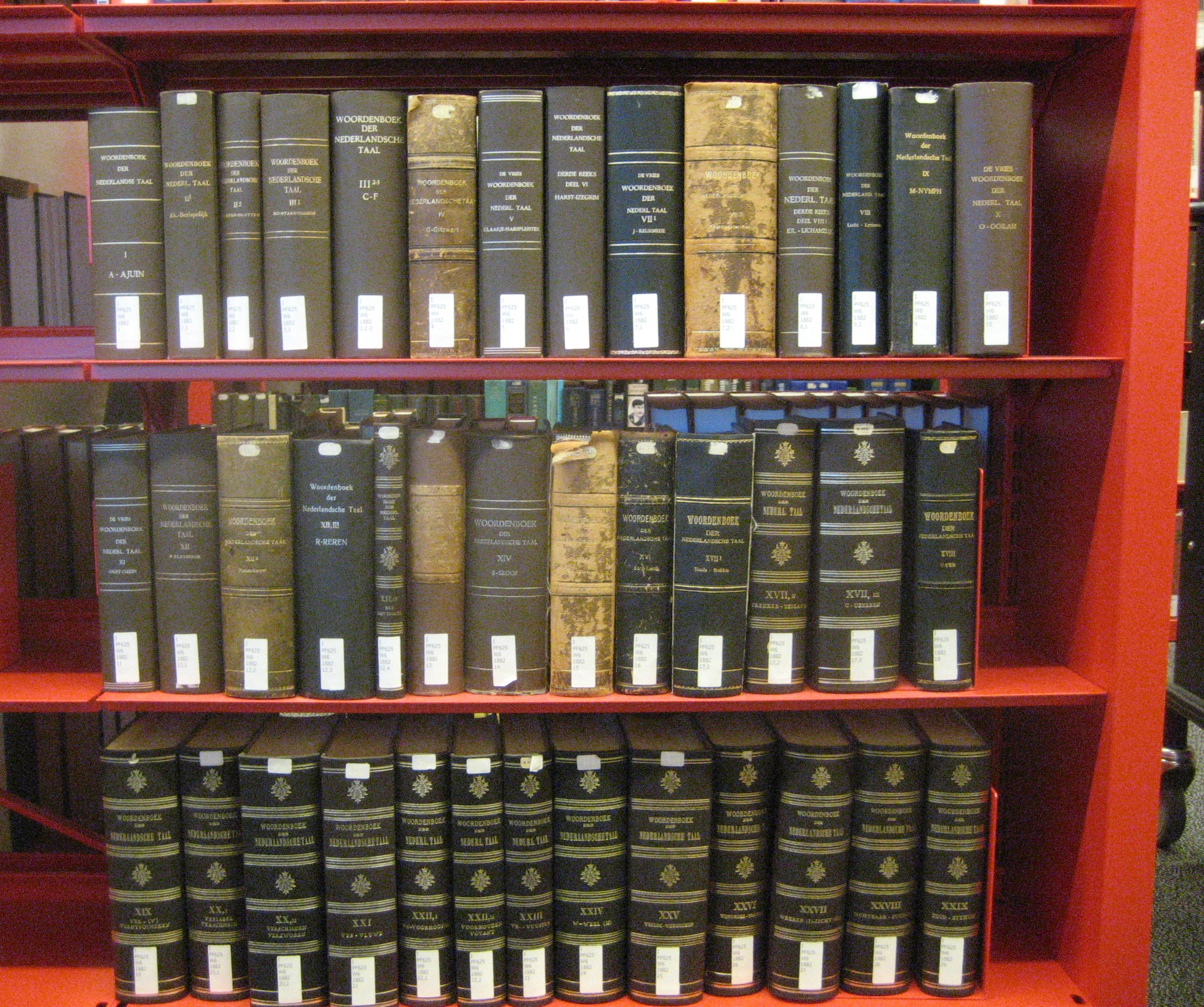
Woordenboek der Nederlandsche Taal

De Stichting Instituut voor Nederlandse Lexicologie werd opgericht in 1967. Het instituut werd gevestigd in Leiden, en kreeg zijn financiering via de Nederlandse Taalunie. Een belangrijke taak in de eerste decennia was het voltooien van het Woordenboek der Nederlandsche Taal. Van 1977 tot 2007 was Piet van Sterkenburg directeur. Het Instituut voor Nederlandse Lexicologie werd in 2016 omgevormd tot een vernieuwd instituut met een bredere taakstelling en een gewijzigde naam: het Instituut voor de Nederlandse Taal (INT). Het instituut moet in zijn nieuwe opzet een plaats vormen "voor iedereen die iets wil weten over het Nederlands door de eeuwen heen". Het instituut heeft anno 2016 zijn hoofdvestiging op het terrein van de Universiteit Leiden. Sinds 2016 is Frieda Steurs directeur van het INT.

## Activiteiten
Het INT deelt kennis over woorden, hun spelling, vorm, betekenis of gebruik door de eeuwen heen. Het INT biedt toegang tot een kennisbank van de Nederlandse taal: de Geïntegreerde Taalbank. Het INT stelt corpora en lexica ter beschikking van de taalkundige onderzoeksgemeenschap. Jaarlijks organiseerde het INL de Weg met dat woord!-verkiezing, waarbij het lelijkste woord van het jaar gekozen wordt.